# Manuscrito (álbum)
Manuscrito é o álbum de estreia da artista musical brasileira Sandy. O seu lançamento ocorreu em 7 de maio de 2010 através da Universal Music. No dia 20 de setembro do mesmo ano, foi lançado em Portugal. Após encerrar uma carreira de 17 anos ao lado do irmão Junior Lima, Sandy começou a trabalhar em seu álbum de estreia solo em 2008. Ela teve plena liberdade de criação na concepção do projeto e incluiu nele treze faixas autorais, compostas por ela em parceria com os músicos Lucas Lima e Junior Lima, que também o produziram. 
Sandy citou como algumas de suas principais referências artistas britânicos, incluindo a cantora e compositora inglesa Nerina Pallot, que aparece na balada "Dias Iguais". Manuscrito foi gravado entre estúdios de Campinas, Londres e São Paulo. Na versão especial do disco (CD+DVD), foi incluído o documentário Tempo, dirigido por Fernando Grostein Andrade, que mostra o processo de concepção do álbum. Musicalmente, Manuscrito é um álbum folk-pop  com influências de pop rock. As canções "Pés Cansados" e "Quem Eu Sou" foram lançadas como singles para promover o álbum. Manuscrito atingiu a quarta colocação na parada de álbuns da Pro-Música Brasil (PMB) e foi certificado com platina. O álbum recebeu críticas geralmente positivas.
No final de 2024, Sandy anunciou o lançamento de todos os seus álbuns de estúdio em vinil, atendendo a um pedido frequente de seus fãs. Esse lançamento marca a primeira vez que sua discografia será disponibilizada nesse formato.

## Antecedentes
Sandy iniciou sua carreira musical como integrante da dupla Sandy & Junior em 1990. Ao lado do irmão Junior Lima, ela lançou 12 álbuns de estúdio e quatro álbuns ao vivo, vendendo mais de 20 milhões de cópias. Em abril de 2007, alegando que gostariam de se "expressar mais enquanto pessoa única, como artistas individuais", os irmãos anunciaram o fim das atividades em conjunto e lançaram em agosto do mesmo ano o registro ao vivo Acústico MTV. Este trabalho deu origem a uma turnê homônima, encerrada em dezembro de 2007, quando ocorreu a última apresentação dos irmãos como dupla. Nos dois anos seguintes à separação (2008-09), Sandy dedicou-se à sua vida pessoal e também à composição e produção das faixas que integrariam seu primeiro disco solo. Em 2008, ela se casou com o músico Lucas Lima e concluiu sua graduação em Letras pela Pontifícia Universidade Católica de Campinas. Ela comentou a nova fase em sua vida e carreira dizendo: "Agora, sou só eu. É hora de fazer o que me der vontade."

## Desenvolvimento
Sobre o processo de concepção do álbum, Sandy comentou:

"É muito bom ter total liberdade de criação. Gravei o repertório que eu queria, do jeito que queria, com os músicos que escolhi; fazendo muitos ensaios, sem me preocupar com prazos. É o sonho de qualquer artista. Foi muito bom não ter hora para acabar, poder trabalhar sem pressão, e saber direito o que cada música necessitava. Ter tempo é algo impagável. Este é o projeto em que mais me permiti exprimir meus sentimentos. As composições de Manuscrito não são necessariamente autobiográficas, mas falam muito de mim. No projeto há muitas coisas implícitas, subentendidas, mas que revelam até um limite que controlo."
Sandy faz terapia desde 2001 e afirmou que discutiu em sua "análise" o que "seria o caminho mais verdadeiro para [ela]". "Depois de muito pensar", ela reuniu-se à sua banda na fazenda de sua família e começou a conceber o projeto. A sonoridade do álbum foi influenciada pelo pop/rock britânico e pela música folk, bem como pela música de Damien Rice, Coldplay, KT Tunstall e Nerina Pallot. Sandy descreveu Manuscrito como um "disco pop". Nele, foram utilizados instrumentos como o violino, violoncelo, acordeom, ukulele, banjo, bandolim, sintetizadores e teclados vintage. A cantora optou pelo título Manuscrito ao concluir o projeto de composições próprias. Dentre as parcerias, a dos músicos Junior Lima, Lucas Lima e Nerina Pallot. O projeto foi produzido por Lucas Lima e Junior Lima e gravado entre estúdios de Campinas, Londres e São Paulo. Sandy afirmou que "O fato de o CD ter ficado autoral foi uma consequência e não uma escolha. Aconteceu naturalmente no processo de concepção do projeto e escolha das músicas." As letras de Manuscrito discutem temas como autoconhecimento, relacionamentos e melancolia.
Angela Antunes, da Gazeta do Povo, disse que "O resultado do disco são músicas introspectivas e poéticas. Um pop mais adulto, sem dúvida, intimista e predominantemente acústico." Ivan Claudio, da IstoÉ, disse que as 13 canções do álbum "ilustram uma espécie de filme triste" e descreveu sua sonoridade como um "pop mais voltado para o folk", comparando a estreia solo de Sandy ao estilo de cantoras como Mallu Magalhães e Tiê. O Correio 24 Horas descreveu Manuscrito como um álbum "competente, sincero e com arranjos influenciados pelo folk, o que lhe coloca em sintonia com uma parte interessante da produção pop internacional atual", acrescentando também que sua sonoridade é "sofisticada" e apresenta "baladas e rocks mais suaves." Jason Birchmeier, do AllMusic, comentou a estreia solo da cantora dizendo que "o álbum mostra Sandy adotando um estilo sofisticado" e que Manuscrito tem sua sonoridade influenciada pela MPB.
O álbum chegou ao mercado em duas versões: simples (CD) e deluxe (CD + DVD); esta última acompanhada do documentário de curta metragem Tempo, com direção do cineasta Fernando Grostein Andrade. O filme, de cerca de vinte e cinco minutos, revela a concepção da carreira solo da cantora e momentos intimistas do processo criativo do disco. Algumas semanas antes de lançar o disco, teasers de cerca de trinta segundos foram extraídos deste documentário e exibidos no site oficial da cantora.

## Recepção da crítica
| Críticas profissionais | Críticas profissionais |
| Avaliações da crítica  | Avaliações da crítica  |
| Fonte                  | Avaliação              |
| ---------------------- | ---------------------- |
| Jazz Man               | Favorável              |
| Notas Musicais         | 2.5 de 5 estrelas.     |
| MTV                    | Favorável              |
| Correio 24 Horas       | Favorável              |
| Livraria Saraiva       | Mista                  |
| O Globo                | Favorável              |

O site Jazz Man elogiou o álbum e destacou o progresso artístico de Sandy, afirmando que "Os arranjos são muito bem feitos, as letras também perderam um pouco da carga pop, estão mais melodiosas e poéticas." Escrevendo para seu site Notas Musicais, o jornalista musical Mauro Ferreira fez uma crítica mista. Ele disse que Manuscrito não tem a "densidade que seria esperada de um disco de tom confessional", mas "deixa a (boa) impressão de que Sandy não procurou impressionar [...] Nesse sentido, o disco soa bastante digno, honesto e verdadeiro." A MTV considerou Manuscrito a "Melhor produção de um disco nacional feminino do ano".
Hagamenon Brito, do Correio 24 Horas, disse que "Embora falte ousadia ao trabalho", Manuscrito é um álbum "competente [e] sincero". Um editor da Livraria Saraiva opinou sobre o álbum, elogiando sua produção e apontando uma evolução artística de Sandy; porém, criticou a falta de uma maior variedade de parceiros nas composições. Antônio Carlos Miguel, d'O Globo, descreveu a voz de Sandy como "monótona e infantilizad[a]", mas fez uma crítica geralmente positiva ao álbum, o definindo como "Um bom e [...] impessoal pop-rock, que remete aos anos 1970, e no qual predominam baladas com letras confessionais [...] Mesmo que seja cantora afinada, seu timbre de soprano é monótono e infantilizado. Mas isso é contornado pela competente embalagem instrumental".

## Divulgação

### Televisão

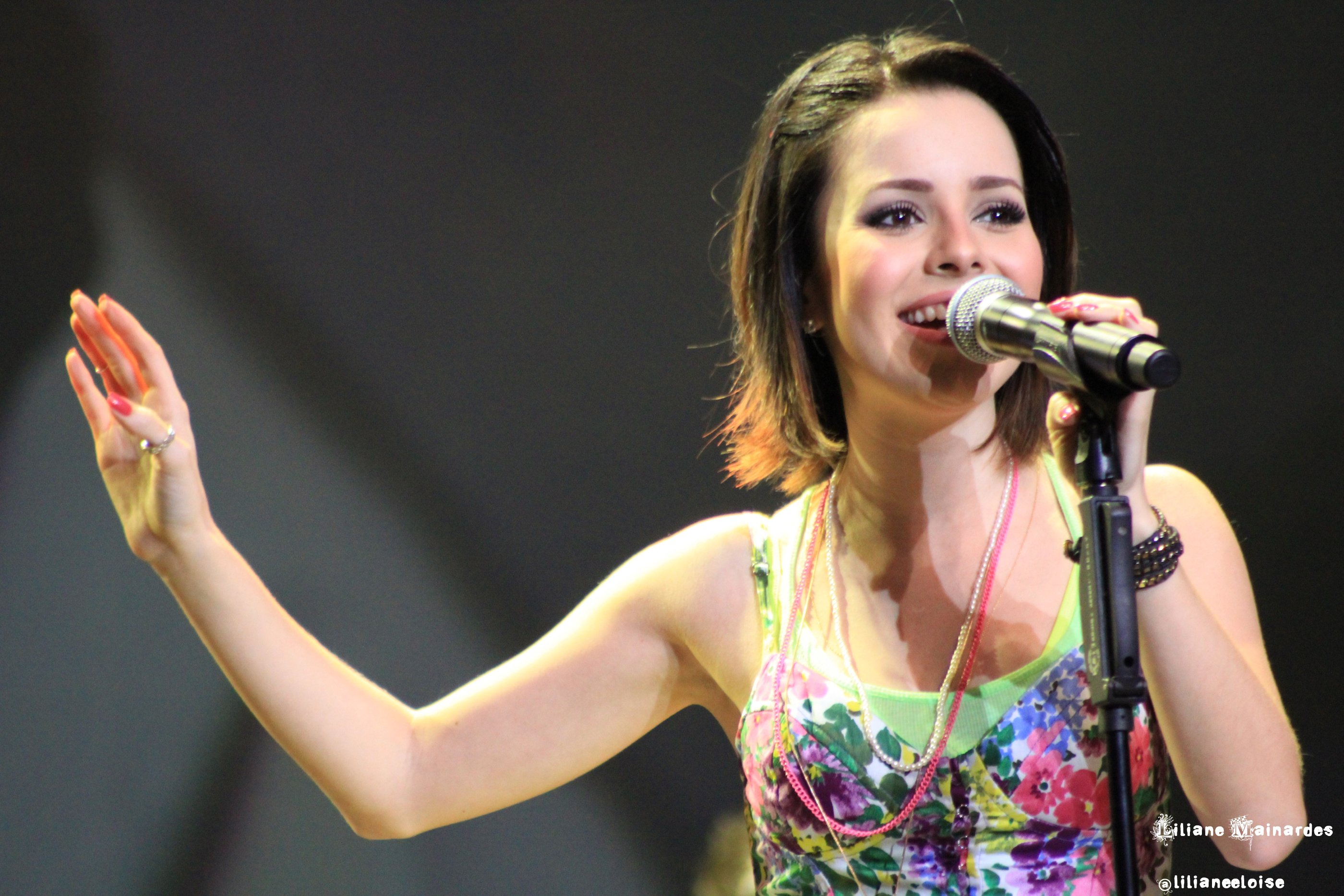
Sandy durante um show da turnê Manuscrito em Curitiba (novembro de 2010).

Apesar de ter lançado Manuscrito em Portugal, Sandy não foi ao país europeu para divulgá-lo pessoalmente, apenas concedeu algumas entrevistas via telefone para publicações locais. Já no Brasil, Sandy realizou uma grande divulgação do álbum. Primeiro, fez entrevistas para televisão, exibidas na TV Cultura, no programa Metrópolis, e na Rede Record, no programa Hoje em Dia.
Já a primeira performance em um programa de TV ocorreu no Caldeirão do Huck, onde ela cantou o single "Pés Cansados" e a então inédita "Tempo". Logo após, ela foi ao Altas Horas e cantou "Pés Cansados", "Tempo" e "Sem Jeito". No dia 4 de junho de 2010, Sandy foi a atração principal do programa Acesso MTV, da MTV Brasil, onde ela cantou 7 músicas:  "Pés Cansados", "Dedilhada" "Tempo" "Quem Eu Sou", "Ela/Ele", "Perdida e Salva" e "Sem Jeito". No mesmo dia, ela esteve no Top 10 MTV para uma entrevista com a apresentadora Vanessa e viu o seu clipe de "Pés Cansados" alcançar o 1º lugar. Sandy retornou a divulgação do álbum no dia 22 de agosto, onde ela cantou algumas músicas do álbum no TV Xuxa e no dia 26 de julho no programa da Hebe. Sandy também foi no Domingão do Faustão no dia dia 22 de setembro. Sandy voltou a promover o álbum no dia 16 de abril de 2011, no programa Altas Horas, onde cantou o single "Quem eu Sou" e a faixa "Hoje eu Quero Sair Só" do cantor Lenine. Sandy também foi ao Programa do Jô no dia 3 de maio de 2011, onde além de cantar "Quem eu Sou", cantou trecho da música "Dias Iguais" e a canção de jazz "Summertime".

### Turnê
Em 5 de outubro de 2010, foi anunciada a turnê Manuscrito; via Twitcam, a cantora anunciou para os seus fãs as primeiras datas de shows, que teve como palco de estreia o Teatro Positivo, em Curitiba, no dia 19 de novembro de 2010. Em seguida, a turnê seguiu pelas principais cidades e capitais do País, até ser encerrada com um show em São Paulo no dia 9 de dezembro de 2012. A turnê ainda deu origem ao primeiro álbum ao vivo da cantora, Manuscrito Ao Vivo (2011).

## Prêmios e indicações
| Ano  | Premiação                             | Categoria         | Indicação      | Resultado | Ref.   |
| ---- | ------------------------------------- | ----------------- | -------------- | --------- | ------ |
| 2010 | MTV Video Music Brasil                | Melhor Clipe Pop  | "Pés Cansados" | Indicado  | [ 42 ] |
| 2010 | MTV Video Music Brasil                | Hit do Ano        | "Pés Cansados" | Indicado  | [ 42 ] |
| 2011 | Prêmio Multishow de Música Brasileira | Melhor Álbum      | Manuscrito     | Indicado  | [ 43 ] |
| 2011 | Prêmio Multishow de Música Brasileira | Melhor Videoclipe | "Quem Eu Sou"  | Indicado  | [ 43 ] |

## Lista de faixas
| N.º            | Título                                        | Compositor(es)            | Duração |  |
| 1.             | "Pés Cansados"                                | Sandy Leah Lucas Scholles | 3:41    |  |
| 2.             | "Quem Eu Sou"                                 | Leah Scholles             | 4:00    |  |
| 3.             | "Tempo"                                       | Leah Scholles             | 3:55    |  |
| 4.             | "Ela/Ele"                                     | Leah Scholles             | 3:36    |  |
| 5.             | "Dedilhada"                                   | Leah Junior Lima Scholles | 3:19    |  |
| 6.             | "Sem Jeito"                                   | Leah Scholles             | 2:59    |  |
| 7.             | "Duras Pedras"                                | Leah Scholles             | 3:14    |  |
| 8.             | "O Que Faltou Ser"                            | Leah                      | 3:15    |  |
| 9.             | "Perdida e Salva"                             | Leah Scholles             | 3:41    |  |
| 10.            | "Dias Iguais" (participação de Nerina Pallot) | Leah Nerina Pallot        | 3:45    |  |
| 11.            | "Mais Um Rosto"                               | Leah Lima Scholles        | 4:05    |  |
| 12.            | "Tão Comum"                                   | Leah Lima Scholles        | 3:33    |  |
| 13.            | "Esconderijo"                                 | Leah                      | 1:03    |  |
| Duração total: | Duração total:                                | Duração total:            | 44:06   |  |

## Desempenho comercial
Dez dias após o lançamento, Manuscrito foi certificado pela Pro-Música Brasil (PMB) com disco de ouro, devido as mais de 40 mil cópias vendidas no Brasil. O disco chegou à quarta colocação na parada de álbuns da PMB.
No dia 12 de dezembro de 2010, Sandy recebeu o disco de platina pelas mais de 80 mil cópias vendidas do disco em um show da turnê Manuscrito no Rio de Janeiro.
| País         | Certificação | Vendas  |
| ------------ | ------------ | ------- |
| Brasil (PMB) | Platina      | 80.000+ |

### Paradas semanais
| Paradas (2010)   | Melhor posição |
| ---------------- | -------------- |
| Top Álbuns (PMB) | 4              |

## Créditos do álbum
- Produtores musicais: Lucas Lima e Junior Lima
- Coordenação musical: Sandy Leah
- Arranjos: Sandy Leah, Lucas Lima e Junior
- Arranjos de cordas: Lucas Lima
- Direção artística: Daniel Silveira
- Coordenação A&R: Miguel Afonso e Patrícia Aidas
- Mixagem: Steve Power com assistência de Rohan Onraet, T.O.P. Studio (Londres/Inglaterra)
- Masterização: Tony Cousins, Metropolis Studio (Londres/Inglaterra)

Gravação
- Estúdios Mosh (SP) por Jason Tarver com assistência de André Vinícius de Falcão (Bam Bam), exceto cordas (faixas 4, 7 e 10) gravadas por André Vinícius de Falcão (Bam Bam) com assistência de Rui Galise
- Estúdio Apollo 9 (SP) por Jason Tarver com assistênca de Marco Lafico
- Estúdio MM (Campinas/SP) por André Mais
- Estúdio Panda Sounds (Campinas/SP) - gravação de vozes (Sandy) por Jason Tarver com assistênca de Bendy Rodders e gravação de cordas (faixa 9) por Lucas Lima
- LSL Studio (Londres/Inglaterra) por Andy Chatterley - voz e pianos de Nerina Pallot